# Mazares
Mazares war um 542 v. Chr. ein in Diensten des achämenidischen König Kyros II. stehender medischer Heerführer.

## Leben
Als Kyros II. nach dem Sieg über Krösus mit Ziel Ekbatana abgereist war, zettelte Paktyes in Lydien einen Aufstand gegen die Perserherrschaft an und warb mit dem unter seine Aufsicht gestellten Gold eine Armee. Mit dieser schritt er zur Belagerung des von Kyros II. in Sardes eingesetzten Statthalters Tabalos.
Als der Perserkönig von diesem Aufstand erfuhr, begab sich auf seinen Befehl der Meder Mazares mit einem Heer nach Lydien, um Paktyes möglichst lebendig in die Hände zu bekommen. Der Rebell suchte zunächst Zuflucht in Kyme. Trotz angeblich zweimaliger Aufforderung durch ein Orakel, Paktyes auszuliefern, wurde dieser von seinem ersten Zufluchtsort nach Mytilene weitergeschickt. Mit dieser Stadt verhandelte nun Mazares über die Bedingungen der Übergabe des Flüchtigen, der jedoch inzwischen nach Chios entwich. Dort war seine Reise aber zu Ende, denn die Inselbewohner überstellten ihn um den Preis des Besitzes von Atarneus den Persern.
Mazares selbst starb nach seinen geführten Rachefeldzügen gegen Priene, das er eroberte und deren politische Elite er versklavte, und die Stadt Magnesia am Mäander, die er ebenso wie deren Umgebung plünderte, an einer unbekannten Krankheit.

## Historische Glaubwürdigkeit
Die Ausführungen von Herodot werden von Hartmut Erbse kritisch beurteilt, da er vermutet, dass Herodot als Vorlage der Bericht von Charon von Lampsakos diente und von Herodot zu einer „moralisierenden Novelle ausgebaut wurde.“ Ähnlich recherchierte schon Wolfgang Aly in seinen Untersuchungen.